# Brigitte Barazer de Lannurien
Pour les articles homonymes, voir Barazer de Lannurien.
Brigitte Barazer de Lannurien, née en juin 1942 à Eslettes, est une femme française élue Miss Côte d'Émeraude en 1959, Miss France en 1960, 4e dauphine de Miss Europe en 1960, puis Miss Cinémonde en 1961. Elle est la 30e Miss France.

## Biographie
Brigitte Barazer de Lannurien est née en 1942 en Normandie. Elle a des origines léonardes et malouines.

## Élection
L'élection de Miss France 1960 a eu lieu le 31 décembre 1959 au Grand Casino d'Aix-les-Bains. Brigitte Barazer de Lannurien, Miss Côte d'Émeraude (car à l'époque, le titre de « Miss Bretagne » n'existait pas), est élue. Par la suite, Brigitte Barazer de Lannurien a été 4e dauphine de Miss Europe 1960, a représenté la France à Miss International 1961 et a obtenu le titre de Miss Cinémonde la même année.[réf. souhaitée]